# Pepijn Doesburg
Pepijn Doesburg (Rotterdam, 17 januari 2001) is een Nederlands voetballer die doorgaans als centrumspits speelt. In januari 2025 verruilde hij VVV-Venlo voor AS Trenčín.

## Carrière
Pepijn Doesburg speelde in de jeugd van SV TOGB en Feyenoord, alvorens hij in 2017 overstapte naar Sparta Rotterdam. Daar ontwikkelde hij zich tot een aanspeelpunt in de spits en door zijn lengte ijzersterk in de lucht. Doesburg debuteerde namens Jong Sparta Rotterdam in de Tweede divisie op 12 september 2020, in een thuiswedstrijd tegen SVV Scheveningen (1-1). Hij kwam in de 81e minuut in het veld voor Delano Vianello. In het daaropvolgende seizoen speelde de centrumspits alle 34 competitiewedstrijden voor de beloftenploeg, waarin hij negen keer scoorde. Tot een officieel debuut in het eerste elftal van Sparta kwam het niet. Op 30 maart 2022 werd hij gecontracteerd door FC Dordrecht dat hem voor de duur van drie jaar vastlegde. Op 5 augustus 2022 maakte hij er zijn profdebuut tijdens een met 0-2 verloren thuiswedstrijd tegen Roda JC Kerkrade, als invaller in de 80e minuut voor Jerailly Wielzen. Doesburg moest genoegen nemen met hoofdzakelijk invalbeurten. Op 7 oktober 2022 stond hij 18 seconden in het veld, toen hij in een thuiswedstrijd tegen PEC Zwolle de 2-0 op het scorebord bracht en daarmee zijn eerste profgoal scoorde. Zijn debuut in de basiself beleefde hij uiteindelijk op 6 januari 2023 in een met 0-1 verloren thuiswedstrijd tegen ADO Den Haag, waarin hij tijdens de rust weer gewisseld werd. In zijn eerste profseizoen speelde de spits in totaal 24 competitiewedstrijden, waarin hij twee doelpunten scoorde. Ook in de eerste drie wedstrijden van het seizoen 2023/24 moest Doesburg als tweede keus achter René Kriwak genoegen nemen met een plek op de reservebank. Op 31 augustus 2023, kort voor het sluiten van de transfer window, werd hij verhuurd aan VVV-Venlo dat daarbij tevens tot een optie tot koop bedong. Die optie werd gelicht door de club. Begin april 2024 werd de spits met ingang van het seizoen 2024/25 voor de duur van twee jaar gecontracteerd. Zijn rol bleef voornamelijk beperkt tot invalbeurten en in de loop van het seizoen werd duidelijk dat hij niet meer voor kwam in de plannen van trainer John Lammers. In januari 2025 vertrok Doesburg naar AS Trenčín. Hij tekende daar een contract voor anderhalf jaar met een optie voor nog een seizoen.

## Trivia
Pepijn Doesburg is een kleinzoon van de op 18 november 2020 overleden Pim Doesburg, een legendarische oud-doelman van Sparta, PSV en het Nederlands voetbalelftal.

## Statistieken

#### Beloften
| 2020/21                                | Jong Sparta Rotterdam | Tweede divisie  | 4  | 0 | 4  | 0 |
| 2021/22                                | Jong Sparta Rotterdam | Tweede divisie  | 34 | 9 | 34 | 9 |
| Totaal beloften                        | Totaal beloften       | Totaal beloften | 38 | 9 | 38 | 9 |
| Bijgewerkt tot en met 31 augustus 2023 |                       |                 |    |   |    |   |

#### Senioren
| Seizoen                               | Club            | Competitie      | Competitie | Competitie | Beker | Beker | Playoff | Playoff | Totaal | Totaal |
| Seizoen                               | Club            | Competitie      | Wed.       | Dlp.       | Wed.  | Dlp.  | Wed.    | Dlp.    | Wed.   | Dlp.   |
| ------------------------------------- | --------------- | --------------- | ---------- | ---------- | ----- | ----- | ------- | ------- | ------ | ------ |
| 2022/23                               | FC Dordrecht    | Eerste divisie  | 23         | 2          | 1     | 0     | —       | —       | 24     | 2      |
| 2023/24                               | FC Dordrecht    | Eerste divisie  | 1          | 0          | 0     | 0     | —       | —       | 1      | 0      |
| 2023/24                               | → VVV-Venlo     | Eerste divisie  | 33         | 6          | 1     | 0     | —       | —       | 34     | 6      |
| 2024/25                               | VVV-Venlo       | Eerste divisie  | 18         | 2          | 1     | 0     | —       | —       | 19     | 2      |
| 2024/25                               | AS Trenčín      | Niké Liga       | 0          | 0          | 0     | 0     | —       | —       | 0      | 0      |
| Totaal senioren                       | Totaal senioren | Totaal senioren | 75         | 10         | 3     | 0     | 0       | 0       | 79     | 10     |
| Carrièretotaal                        | Carrièretotaal  | Carrièretotaal  | 113        | 19         | 3     | 0     | 0       | 0       | 116    | 19     |
| Bijgewerkt tot en met 20 januari 2025 |                 |                 |            |            |       |       |         |         |        |        |